# Sellnickochthonius comorensis
Sellnickochthonius comorensis är en kvalsterart som beskrevs av Sandór Mahunka 1995. Sellnickochthonius comorensis ingår i släktet Sellnickochthonius och familjen Brachychthoniidae. Inga underarter finns listade i Catalogue of Life.